# Benny Vansteelant
Benny Vansteelant (Torhout, 19 november 1976 - Roeselare, 14 september 2007) was een Belgische duatleet. Hij behoorde tot de wereldtop in zijn discipline, behaalde vijf Europese en acht wereldtitels. 

## Levensloop
Als junior won hij in 1997 in Gernika in Spanje reeds een wereldtitel. Enkele jaren later bereikte hij ook bij de elite de top en haalde zowel op de lange als op de korte afstand vier wereldtitels. Ook op het Europees kampioenschap was hij verscheidene malen succesvol. Zijn laatste Europese titel behaalde hij in juli 2007.
Op 8 september 2007 raakte Vansteelant zwaargewond, toen hij werd aangereden op training in Hooglede. Hij werd geschept door een auto die uit een zijstraat kwam. Vansteelant werd opgenomen in het ziekenhuis van Roeselare, waar hij zes dagen later overleed. Na autopsie op vraag van het parket van Kortrijk bleek dat hij gestorven is aan een longembolie, die een rechtstreeks gevolg van het ongeval zou zijn.
Vansteelant was afkomstig uit het West-Vlaamse Torhout en liep met het statuut van topsporter bij Bloso. In Torhout is 'Sportcentrum Benny Vansteelant gevestigd. Ook zijn jongere broer Joerie Vansteelant was op hoog niveau actief in het duatlon.

## Titels
- Wereldkampioen duatlon lange afstand - 2000, 2001, 2005, 2006
- Wereldkampioen duatlon korte afstand - 2000, 2001, 2003, 2004
- Europees kampioen duatlon - 1999, 2001, 2002, 2003, 2007
- Wereldjeugdkampioen duatlon - 1997

## Palmares
| Jaar | Categorie | Wedstrijd | Plaats                       | Discipline/afstand | Resultaat         |
| ---- | --------- | --------- | ---------------------------- | ------------------ | ----------------- |
| 1997 | junior    | WK        | Guernica (Spanje)            | 10-40-5            | wereldkampioen    |
| 1999 | elite     | Powerman  | internationaal               | 10-60-10           | 21x 1e            |
| 1999 | elite     | EK        | Blumau (Oostenrijk)          | 10-40-5            | Europees kampioen |
| 2000 | elite     | WK SD     | Calais (Frankrijk)           | 10-40-5            | wereldkampioen    |
| 2000 | elite     | WK LD     | Pretoria (Zuid-Afrika)       | 10-60-10           | wereldkampioen    |
| 2001 | elite     | WK SD     | Rimini (Italië)              | 10-40-5            | wereldkampioen    |
| 2001 | elite     | WK LD     | Venray (Nederland)           | 10-60-8            | wereldkampioen    |
| 2001 | elite     | EK        | Mafra (Portugal)             | 10-40-5            | Europees kampioen |
| 2002 | elite     | EK        | Zeitz (Duitsland)            | 10-40-5            | Europees kampioen |
| 2003 | elite     | WK SD     | Affoltern (Zwitserland)      | 10-40-5            | wereldkampioen    |
| 2003 | elite     | EK        | Varallo (Italië)             | 10-40-5            | Europees kampioen |
| 2004 | elite     | WK SD     | Geel (België)                | 10-40-5            | wereldkampioen    |
| 2005 | elite     | WK LD     | Barcis (Italië)              | 17-80-11           | wereldkampioen    |
| 2005 | elite     | Powerman  | Zofingen (Zwitserland)       | 10-150-30          | 1e                |
| 2006 | elite     | WK LD     | Canberra (Australië)         | ?                  | wereldkampioen    |
| 2007 | elite     | EK        | Edinburgh (Groot-Brittannië) | 10-40-5            | Europees kampioen |

## Onderscheidingen
- 2003: Vlaams Sportjuweel